# Mourelle (Taboada)
Mourelle (llamada oficialmente San Vicente de Mourulle) es una parroquia española del municipio de Taboada, en la provincia de Lugo, Galicia.

## Otras denominaciones
La parroquia también es conocida por el nombre de San Vicente de Mourelle.

## Organización territorial
La parroquia está formada por una entidad de población:
- Friamonde

## Demografía
| Gráfica de evolución demográfica de Mourelle entre 2000 y 2021 |
|                                                                |
| Datos según el nomenclátor publicado por el INE.               |